# Criptobotánica
La criptobotánica o criptofitología pretende demostrar la existencia de plantas míticas, específicamente los árboles carnívoros, plantas que supuestamente capturan y matan animales grandes o incluso personas. Está relacionada con la criptozoología, y al igual que esta, es una pseudociencia. 
Aunque hay plantas capaces de atrapar activa o pasivamente presas, ninguna de ellas tiene suficiente tamaño o fuerza como para capturar animales medianos, y solo capturan artrópodos, gusanos o a lo sumo, pequeños vertebrados, como el caso de Nepenthes rajah, cuyas trampas de 35 cm pueden ser mortales para pequeños mamíferos o reptiles si caen en ellas.

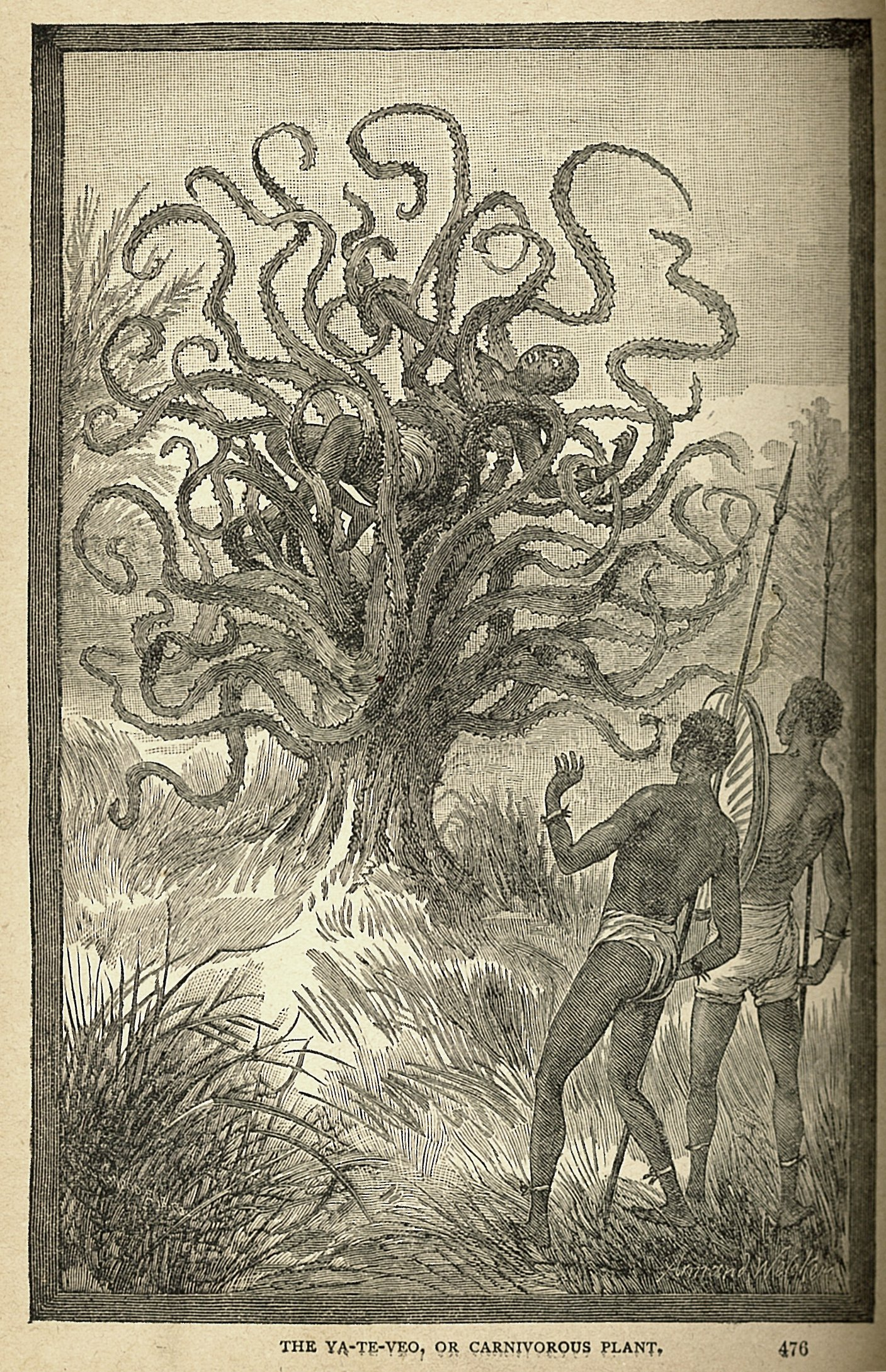
Descripción de un nativo siendo devorado por un Yateveo, un árbol carnívoro de América Central de Land and Sea de J.W. Buel, 1887.

## Críptidos vegetales
A continuación se muestran algunos de los “árboles carnívoros” y su supuesta ubicación:
- Yateveo (Centro y Sudamérica, África).[3]
- Duñak (Filipinas y Sudeste Asiático).[3]
- Árbol carnívoro de Madagascar (Madagascar).[4]
- Árbol serpiente (América Central).[5]
- Árbol diablo (Brasil).
- Árbol trampa de mono (Amazonas).[6]
- Juy-juy (Bolivia y Paraguay).
- Flor de la muerte (Pacífico sur).[6]
- Umdhlebi antaris (Sudáfrica).